# Élections cantonales de 1992 en Ille-et-Vilaine
Les élections cantonales ont eu lieu les 22 et 29 mars 1992. 
Le premier tour se déroule en même temps que les élections régionales.

## Contexte départemental

### Assemblée départementale sortante
Avant les élections, le conseil général d'Ille-et-Vilaine est présidé par le (Centre des démocrates sociaux). 
Il comprend 51 conseillers généraux issus des 51 cantons d'Ille-et-Vilaine, 27 d'entre eux sont renouvelables lors de ces élections. 
| Parti                            | Sigle | Élus |
| -------------------------------- | ----- | ---- |
| Majorité (36 sièges)             |       |      |
| Centre des démocrates sociaux    | CDS   | 15   |
| Divers droite                    | DVD   | 9    |
| Rassemblement pour la République | RPR   | 8    |
| Parti républicain                | PR    | 3    |
| Perspectives et réalités         | P&R   | 1    |
| Opposition (15 sièges)           |       |      |
| Parti socialiste                 | PS    | 14   |
| Divers gauche                    | DVG   | 1    |
| Président du conseil général     |       |      |
| Pierre Méhaignerie (CDS)         |       |      |

## Résultats à l'échelle du département
Répartition départementale des résultats (2e tour).
- PS (24,82 %)
- Majorité (7,32 %)
- Verts (5,42 %)
- RPR (6,95 %)
- UDF (33,82 %)
- DVD (21,67 %)

| Étiquette      | Étiquette                          | Premier tour | Premier tour | Second tour | Second tour | Sièges |
| Étiquette      | Étiquette                          | Voix         | %            | Voix        | %           | Sièges |
| -------------- | ---------------------------------- | ------------ | ------------ | ----------- | ----------- | ------ |
|                | Parti socialiste                   | 29 051       | 16,51        | 21 868      | 24,82       | 2      |
|                | Majorité présidentielle            | 12 471       | 7,09         | 6 449       | 7,32        | 0      |
|                | Parti communiste français          | 6 826        | 3,88         |             |             |        |
|                | Extrême gauche                     | 1 395        | 0,79         |             |             |        |
|                | Parti radical de gauche            | 1 018        | 0,58         |             |             |        |
| Gauche         | Gauche                             | 50 761       | 28,85        | 28 317      | 32,14       | 2      |
|                |                                    |              |              |             |             |        |
|                | Union pour la démocratie française | 42 223       | 24,00        | 29 798      | 33,82       | 12     |
|                | Divers droite                      | 41 692       | 23,70        | 19 089      | 21,67       | 10     |
|                | Front national                     | 12 125       | 6,89         |             |             |        |
|                | Rassemblement pour la République   | 9 407        | 5,35         | 6 126       | 6,95        | 3      |
| Droite         | Droite                             | 105 447      | 59,94        | 55 013      | 62,44       | 25     |
|                |                                    |              |              |             |             |        |
|                | Les Verts                          | 18 935       | 10,76        | 4 776       | 5,42        | 0      |
|                |                                    |              |              |             |             |        |
|                | Régionalistes                      | 766          | 0,44         |             |             |        |
|                |                                    |              |              |             |             |        |
| Inscrits       | Inscrits                           | 270 143      | 100,00       | 174 047     | 100,00      |        |
| Abstention     | Abstention                         | 83 753       | 31,00        | 78 212      | 44,94       |        |
| Votants        | Votants                            | 186 390      | 69,00        | 95 835      | 55,06       |        |
| Blancs et nuls | Blancs et nuls                     | 10 481       | 5,62         | 7 729       | 8,06        |        |
| Exprimés       | Exprimés                           | 175 909      | 94,38        | 88 106      | 91,94       |        |

### Résultats en nombre de sièges
| Parti | Sièges mis en jeu | Élus | Évolution |
| ----- | ----------------- | ---- | --------- |
| PS    | 3                 | 2    | -1        |
| DVD   | 7                 | 6    | -1        |
| UDF   | 13                | 15   | +2        |
| RPR   | 4                 | 4    | =         |

### Assemblée départementale à l'issue des élections
| Parti                            | Sigle | Élus |
| -------------------------------- | ----- | ---- |
| Majorité (37 sièges)             |       |      |
| Centre des démocrates sociaux    | CDS   | 17   |
| Divers droite                    | DVD   | 8    |
| Rassemblement pour la République | RPR   | 8    |
| Parti républicain                | PR    | 3    |
| Perspectives et réalités         | P&R   | 1    |
| Opposition (14 sièges)           |       |      |
| Parti socialiste                 | PS    | 13   |
| Divers gauche                    | DVG   | 1    |
| Président du conseil général     |       |      |
| Pierre Méhaignerie (CDS)         |       |      |

## Résultats par canton

### Canton de Bain-de-Bretagne
Constant Hubert, CNIP sortant depuis 1954 ne se représente pas.
| Candidat   | Candidat          | Étiquette  | Premier tour | Premier tour |
| Candidat   | Candidat          | Étiquette  | Voix         | %            |
| ---------- | ----------------- | ---------- | ------------ | ------------ |
|            | Georges Magnant   | CDS        | 3 763        | 56,13        |
|            | Armel Renault     | App.PS     | 1 150        | 17,15        |
|            | Gérard Leroux     | Verts      | 960          | 14,32        |
|            | Jacqueline Pelgas | FN         | 621          | 9,26         |
|            | Monique Lohyn     | PCF        | 210          | 3,13         |
|            |                   |            |              |              |
| Inscrits   | Inscrits          | Inscrits   | 10 585       | 100,00       |
| Abstention | Abstention        | Abstention | 3 490        | 32,97        |
| Votants    | Votants           | Votants    | 7 095        | 67,03        |
| Exprimés   | Exprimés          | Exprimés   | 6 704        | 63,33        |

### Canton de Bécherel
Louis de La Forest CNIP, sortant depuis 1949 ne se représente pas.
| Candidat   | Candidat           | Étiquette  | Premier tour | Premier tour | Second tour | Second tour |
| Candidat   | Candidat           | Étiquette  | Voix         | %            | Voix        | %           |
| ---------- | ------------------ | ---------- | ------------ | ------------ | ----------- | ----------- |
|            | Marie-Hélène Daucé | CDS        | 1 225        | 28,99        | 2 568       | 67,56       |
|            | Tanguy de Kernier  | DVD        | 820          | 19,41        | Retrait     | Retrait     |
|            | Jean-Yves Bazin    | PS         | 703          | 16,64        | 1 233       | 32,44       |
|            | Alphonse Vettier   | DVD        | 550          | 13,02        |             |             |
|            | Marc Dupuis        | DVD        | 547          | 12,95        |             |             |
|            | Honoré Puil        | MRG        | 162          | 3,83         |             |             |
|            | Émile Barais       | FN         | 153          | 3,62         |             |             |
|            | Alain Faccini      | PCF        | 65           | 1,54         |             |             |
|            |                    |            |              |              |             |             |
| Inscrits   | Inscrits           | Inscrits   | 5 805        | 100,00       | 5 805       | 100,00      |
| Abstention | Abstention         | Abstention | 1 337        | 23,03        | 1 731       | 29,82       |
| Votants    | Votants            | Votants    | 4 468        | 76,97        | 4 074       | 70,18       |
| Exprimés   | Exprimés           | Exprimés   | 4 225        | 72,78        | 3 801       | 65,48       |

### Canton de Bruz (ex Rennes 8)
| Candidat   | Candidat        | Étiquette  | Premier tour | Premier tour | Second tour | Second tour |
| Candidat   | Candidat        | Étiquette  | Voix         | %            | Voix        | %           |
| ---------- | --------------- | ---------- | ------------ | ------------ | ----------- | ----------- |
|            | Robert Barré *  | UDF-CDS    | 6 327        | 48,86        | 7 200       | 67,61       |
|            | Rémi Coudron    | PS         | 2 513        | 19,41        | 3 449       | 32,39       |
|            | Jean Hervé      | Verts      | 2 461        | 19,00        | Retrait     | Retrait     |
|            | Thierry Benoist | FN         | 910          | 7,03         |             |             |
|            | Jacques Martin  | PCF        | 739          | 5,71         |             |             |
|            |                 |            |              |              |             |             |
| Inscrits   | Inscrits        | Inscrits   | 18 674       | 100,00       | 18 674      | 100,00      |
| Abstention | Abstention      | Abstention | 5 037        | 26,97        | 7 221       | 38,77       |
| Votants    | Votants         | Votants    | 13 637       | 73,03        | 11 453      | 61,33       |
| Exprimés   | Exprimés        | Exprimés   | 12 950       | 69,35        | 10 649      | 57,03       |

*sortant

### Canton de Cancale
| Candidat   | Candidat           | Étiquette  | Premier tour | Premier tour | Second tour | Second tour |
| Candidat   | Candidat           | Étiquette  | Voix         | %            | Voix        | %           |
| ---------- | ------------------ | ---------- | ------------ | ------------ | ----------- | ----------- |
|            | Jean Raquidel *    | RPR        | 2 140        | 31,72        | 2 895       | 51,55       |
|            | Maurice Jannin     | App.PS     | 1 407        | 20,86        | 2 721       | 48,45       |
|            | Jean Mainguené     | DVD        | 1 037        | 15,37        |             |             |
|            | Jean-Michel Simon  | FN         | 661          | 9,80         |             |             |
|            | Auguste Pichot     | DVG        | 658          | 9,75         |             |             |
|            | Marcelin Daniel    | Verts      | 548          | 8,12         |             |             |
|            | Jean-Claude Martin | PCF        | 182          | 2,70         |             |             |
|            | Patrick Guilbert   | POBL       | 113          | 1,68         |             |             |
|            |                    |            |              |              |             |             |
| Inscrits   | Inscrits           | Inscrits   | 9 983        | 100,00       | 9 983       | 100,00      |
| Abstention | Abstention         | Abstention | 2 862        | 28,67        | 3 887       | 38,94       |
| Votants    | Votants            | Votants    | 7 121        | 71,33        | 6 096       | 61,06       |
| Exprimés   | Exprimés           | Exprimés   | 6 746        | 67,58        | 5 616       | 56,26       |

*sortant

### Canton de Cesson-Sévigné
| Candidat   | Candidat           | Étiquette  | Premier tour | Premier tour |
| Candidat   | Candidat           | Étiquette  | Voix         | %            |
| ---------- | ------------------ | ---------- | ------------ | ------------ |
|            | Roger Belliard *   | DVD        | 4 913        | 56,92        |
|            | Paul Jacopin       | PS         | 1 712        | 19,84        |
|            | Serge Quatreboeufs | Verts      | 1 311        | 15,19        |
|            | Lionel Tocque      | FN         | 455          | 5,27         |
|            | Pascal Taveron     | PCF        | 240          | 2,78         |
|            |                    |            |              |              |
| Inscrits   | Inscrits           | Inscrits   | 12 577       | 100,00       |
| Abstention | Abstention         | Abstention | 3 575        | 28,43        |
| Votants    | Votants            | Votants    | 9 002        | 71,57        |
| Exprimés   | Exprimés           | Exprimés   | 8 631        | 68,63        |

*sortant

### Canton de Châteaubourg
André David, sortant CDS depuis 1967 ne se représente pas.
| Candidat   | Candidat           | Étiquette  | Premier tour | Premier tour |
| Candidat   | Candidat           | Étiquette  | Voix         | %            |
| ---------- | ------------------ | ---------- | ------------ | ------------ |
|            | Paul Lemoine       | DVD        | 2 677        | 64,27        |
|            | Paul Renault       | App.PS     | 683          | 16,40        |
|            | Françine Painblanc | MRG        | 308          | 7,39         |
|            | Brigitte Fourcade  | FN         | 289          | 6,94         |
|            | Jean Le Duff       | PCF        | 208          | 4,99         |
|            |                    |            |              |              |
| Inscrits   | Inscrits           | Inscrits   | 6 470        | 100,00       |
| Abstention | Abstention         | Abstention | 1 979        | 30,59        |
| Votants    | Votants            | Votants    | 4 491        | 69,41        |
| Exprimés   | Exprimés           | Exprimés   | 4 165        | 64,37        |

### Canton de Combourg
| Candidat   | Candidat             | Étiquette  | Premier tour | Premier tour |
| Candidat   | Candidat             | Étiquette  | Voix         | %            |
| ---------- | -------------------- | ---------- | ------------ | ------------ |
|            | André Belliard *     | RPR        | 3 138        | 52,07        |
|            | Jean-Michel Coquelin | App.PS     | 1 366        | 22,66        |
|            | Patrick Lerestieux   | Verts      | 796          | 13,21        |
|            | Françoise More       | FN         | 361          | 5,99         |
|            | Jean Le Beslour      | PCF        | 189          | 3,14         |
|            | Loïc Raffray         | DVG        | 177          | 2,94         |
|            |                      |            |              |              |
| Inscrits   | Inscrits             | Inscrits   | 8 840        | 100,00       |
| Abstention | Abstention           | Abstention | 2 404        | 27,95        |
| Votants    | Votants              | Votants    | 6 436        | 72,05        |
| Exprimés   | Exprimés             | Exprimés   | 6 027        | 68,18        |

*sortant

### Canton de Fougères-Sud
| Candidat   | Candidat             | Étiquette  | Premier tour | Premier tour |
| Candidat   | Candidat             | Étiquette  | Voix         | %            |
| ---------- | -------------------- | ---------- | ------------ | ------------ |
|            | Philippe Nogrix*     | UDF-CDS    | 4 871        | 61,66        |
|            | Louisette Rubion     | PS         | 1 915        | 24,24        |
|            | Louis Legay          | FN         | 634          | 8,03         |
|            | Jean-Claude Guillerm | PCF        | 480          | 6,08         |
|            |                      |            |              |              |
| Inscrits   | Inscrits             | Inscrits   | 12 695       | 100,00       |
| Abstention | Abstention           | Abstention | 3 955        | 31,15        |
| Votants    | Votants              | Votants    | 8 740        | 68,85        |
| Exprimés   | Exprimés             | Exprimés   | 7 900        | 62,23        |

*sortant

### Canton de Grand-Fougeray
Noël Chevalier, sortant DVD depuis 1970 ne se représente pas.
| Candidat   | Candidat                | Étiquette  | Premier tour | Premier tour | Second tour | Second tour |
| Candidat   | Candidat                | Étiquette  | Voix         | %            | Voix        | %           |
| ---------- | ----------------------- | ---------- | ------------ | ------------ | ----------- | ----------- |
|            | Alain David             | DVD        | 777          | 31,91        | 1 117       | 47,57       |
|            | Joseph Tripon           | DVD        | 601          | 24,68        | 1 231       | 52,43       |
|            | Serge Amosse            | DVD        | 513          | 21,07        | Retrait     | Retrait     |
|            | Christine Babin-Chevaye | RPR        | 177          | 7,27         |             |             |
|            | Auguste Daniel          | DVG        | 174          | 7,15         |             |             |
|            | Angèle Laingui          | FN         | 62           | 2,55         |             |             |
|            | Jacques Lesouef         | Verts      | 57           | 2,34         |             |             |
|            | Jeanine Tromeur         | PS         | 46           | 1,89         |             |             |
|            | Patricia Pillet         | PCF        | 28           | 1,15         |             |             |
|            |                         |            |              |              |             |             |
| Inscrits   | Inscrits                | Inscrits   | 3 095        | 100,00       | 3 095       | 100,00      |
| Abstention | Abstention              | Abstention | 592          | 19,13        | 699         | 22,59       |
| Votants    | Votants                 | Votants    | 2 503        | 80,87        | 2 396       | 77,41       |
| Exprimés   | Exprimés                | Exprimés   | 2 435        | 78,68        | 2 348       | 75,86       |

### Canton de Hédé
| Candidat   | Candidat              | Étiquette  | Premier tour | Premier tour |
| Candidat   | Candidat              | Étiquette  | Voix         | %            |
| ---------- | --------------------- | ---------- | ------------ | ------------ |
|            | Jean-Louis Tourenne * | PS         | 2 638        | 55,77        |
|            | Bertrand Guillemer    | DVD        | 1 781        | 37,65        |
|            | Joël Bertrand         | FN         | 200          | 4,23         |
|            | Armelle Levrel        | PCF        | 111          | 2,35         |
|            |                       |            |              |              |
| Inscrits   | Inscrits              | Inscrits   | 6 489        | 100,00       |
| Abstention | Abstention            | Abstention | 1 532        | 23,61        |
| Votants    | Votants               | Votants    | 4 957        | 76,39        |
| Exprimés   | Exprimés              | Exprimés   | 4 730        | 72,89        |

*sortant

### Canton de Liffré
| Candidat   | Candidat          | Étiquette  | Premier tour | Premier tour | Second tour | Second tour |
| Candidat   | Candidat          | Étiquette  | Voix         | %            | Voix        | %           |
| ---------- | ----------------- | ---------- | ------------ | ------------ | ----------- | ----------- |
|            | Clément Théaudin* | PS         | 3 418        | 38,82        | 4 082       | 49,09       |
|            | Francis Havard    | UDF        | 3 280        | 37,25        | 4 233       | 50,91       |
|            | Hélène Jollivet   | Verts      | 1 221        | 13,87        |             |             |
|            | Christian Barbier | FN         | 567          | 6,44         |             |             |
|            | Victor Gacon      | PCF        | 319          | 3,62         |             |             |
|            |                   |            |              |              |             |             |
| Inscrits   | Inscrits          | Inscrits   | 12 546       | 100,00       | 12 546      | 100,00      |
| Abstention | Abstention        | Abstention | 3 289        | 26,22        | 3 790       | 30,21       |
| Votants    | Votants           | Votants    | 9 257        | 74,78        | 8 756       | 69,79       |
| Exprimés   | Exprimés          | Exprimés   | 8 805        | 70,18        | 8 315       | 66,28       |

*sortant

### Canton de Louvigné-du-Désert
| Candidat   | Candidat            | Étiquette  | Premier tour | Premier tour |
| Candidat   | Candidat            | Étiquette  | Voix         | %            |
| ---------- | ------------------- | ---------- | ------------ | ------------ |
|            | Olivier Ménard*     | CDS        | 2 653        | 50,45        |
|            | Jean Amis           | RPR        | 1 053        | 20,02        |
|            | Claude Duval        | DVD        | 990          | 18,85        |
|            | Bernard Piolot      | App.RPR    | 225          | 4,28         |
|            | Christian Rocher    | FN         | 165          | 3,15         |
|            | Michel Payen        | PCF        | 91           | 1,73         |
|            | Christophe Le Bihan | PS         | 82           | 1,56         |
|            |                     |            |              |              |
| Inscrits   | Inscrits            | Inscrits   | 6 489        | 100,00       |
| Abstention | Abstention          | Abstention | 1 532        | 23,61        |
| Votants    | Votants             | Votants    | 4 957        | 76,39        |
| Exprimés   | Exprimés            | Exprimés   | 4 730        | 72,89        |

*sortant

### Canton de Pipriac
| Candidat   | Candidat                        | Étiquette  | Premier tour | Premier tour |
| Candidat   | Candidat                        | Étiquette  | Voix         | %            |
| ---------- | ------------------------------- | ---------- | ------------ | ------------ |
|            | Gaël de Poulpiquet du Halgouët* | App.RPR    | 3 236        | 57,41        |
|            | Georges Levêque                 | PS         | 1 387        | 24,61        |
|            | Jean Lanoë                      | FN         | 467          | 8,27         |
|            | Michel Leclercq                 | Verts      | 444          | 7,88         |
|            | Christiane François             | PCF        | 103          | 1,83         |
|            |                                 |            |              |              |
| Inscrits   | Inscrits                        | Inscrits   | 8 512        | 100,00       |
| Abstention | Abstention                      | Abstention | 2 655        | 31,19        |
| Votants    | Votants                         | Votants    | 5 857        | 68,81        |
| Exprimés   | Exprimés                        | Exprimés   | 5 637        | 66,22        |

*sortant

### Canton de Pleine-Fougères
| Candidat   | Candidat           | Étiquette  | Premier tour | Premier tour |
| Candidat   | Candidat           | Étiquette  | Voix         | %            |
| ---------- | ------------------ | ---------- | ------------ | ------------ |
|            | Maurice Fantou *   | App.UDF    | 2 216        | 50,38        |
|            | Jean-Louis Helleux | App.PS     | 1 678        | 38,15        |
|            | Françoise Lancelot | PCF        | 276          | 6,27         |
|            | Jean-Daniel Drouin | FN         | 229          | 5,21         |
|            |                    |            |              |              |
| Inscrits   | Inscrits           | Inscrits   | 6 104        | 100,00       |
| Abstention | Abstention         | Abstention | 1 446        | 23,69        |
| Votants    | Votants            | Votants    | 4 658        | 76,31        |
| Exprimés   | Exprimés           | Exprimés   | 4 399        | 72,07        |

*sortant

### Canton de Plélan-le-Grand
| Candidat   | Candidat                  | Étiquette  | Premier tour | Premier tour | Second tour | Second tour |
| Candidat   | Candidat                  | Étiquette  | Voix         | %            | Voix        | %           |
| ---------- | ------------------------- | ---------- | ------------ | ------------ | ----------- | ----------- |
|            | Marie-Joseph Bissonnier * | DVD        | 2 651        | 43,93        | 2 467       | 100,00      |
|            | Jean Rassin               | DVD        | 1 355        | 22,45        | Retrait     | Retrait     |
|            | Jean-Pierre Tertrais      | Verts      | 691          | 11,45        |             |             |
|            | Henri Leborgne            | PS         | 590          | 9,78         |             |             |
|            | Christian Ressort         | FN         | 348          | 5,77         |             |             |
|            | Albert Michel             | PCF        | 226          | 3,74         |             |             |
|            | Pierre Deleporte          | PT         | 174          | 2,88         |             |             |
|            |                           |            |              |              |             |             |
| Inscrits   | Inscrits                  | Inscrits   | 8 555        | 100,00       | 8 555       | 100,00      |
| Abstention | Abstention                | Abstention | 2 241        | 26,20        | 4 917       | 57,48       |
| Votants    | Votants                   | Votants    | 6 314        | 73,80        | 3 638       | 42,52       |
| Exprimés   | Exprimés                  | Exprimés   | 6 035        | 70,54        | 2 467       | 28,84       |

*sortant

### Canton de Rennes-Centre (1)
| Candidat   | Candidat          | Étiquette  | Premier tour | Premier tour | Second tour | Second tour |
| Candidat   | Candidat          | Étiquette  | Voix         | %            | Voix        | %           |
| ---------- | ----------------- | ---------- | ------------ | ------------ | ----------- | ----------- |
|            | Claude Champaud * | RPR        | 2 899        | 48,97        | 3 231       | 69,62       |
|            | Jean-Yves Chapuis | PS         | 1 289        | 21,77        | 1 410       | 30,38       |
|            | Norbert Maudet    | Verts      | 820          | 13,85        |             |             |
|            | Pierre Maugendre  | FN         | 651          | 11,00        |             |             |
|            | Michel Collet     | PCF        | 136          | 2,30         |             |             |
|            | Bertrand Casteret | POBL       | 125          | 2,11         |             |             |
|            |                   |            |              |              |             |             |
| Inscrits   | Inscrits          | Inscrits   | 10 522       | 100,00       | 10 522      | 100,00      |
| Abstention | Abstention        | Abstention | 4 425        | 42,06        | 5 642       | 53,62       |
| Votants    | Votants           | Votants    | 6 097        | 57,94        | 4 880       | 46,38       |
| Exprimés   | Exprimés          | Exprimés   | 5 920        | 56,55        | 4 641       | 44,11       |

*sortant

### Canton de Rennes-Centre-Ouest (2)
| Candidat   | Candidat            | Étiquette  | Premier tour | Premier tour | Second tour | Second tour |
| Candidat   | Candidat            | Étiquette  | Voix         | %            | Voix        | %           |
| ---------- | ------------------- | ---------- | ------------ | ------------ | ----------- | ----------- |
|            | Yves Fréville *     | CDS        | 3 265        | 47,90        | 3 571       | 65,60       |
|            | Sylvie Robert       | PS         | 1 526        | 22,36        | 1 873       | 34,40       |
|            | Nicole Kiil-Nielsen | Verts      | 1 011        | 14,83        |             |             |
|            | Claude Deniel       | FN         | 511          | 7,50         |             |             |
|            | Alain Guiheu        | PCF        | 345          | 5,06         |             |             |
|            | Jacques Ars         | TEAG-RUT   | 158          | 2,32         |             |             |
|            |                     |            |              |              |             |             |
| Inscrits   | Inscrits            | Inscrits   | 12 299       | 100,00       | 12 299      | 100,00      |
| Abstention | Abstention          | Abstention | 5 247        | 42,66        | 6 556       | 53,31       |
| Votants    | Votants             | Votants    | 7 052        | 57,34        | 5 743       | 46,69       |
| Exprimés   | Exprimés            | Exprimés   | 6 816        | 55,42        | 5 444       | 44,26       |

*sortant

### Canton de Rennes-Est (6)
Roger Belliard DVD, sortant depuis 1973 ne se représente pas.
| Candidat   | Candidat                   | Étiquette  | Premier tour | Premier tour | Second tour | Second tour |
| Candidat   | Candidat                   | Étiquette  | Voix         | %            | Voix        | %           |
| ---------- | -------------------------- | ---------- | ------------ | ------------ | ----------- | ----------- |
|            | Bernard Billard            | CDS        | 1 653        | 31,65        | 2 225       | 55,46       |
|            | Clotilde Tascon-Mennetrier | PS         | 1 220        | 23,66        | 1 787       | 44,54       |
|            | Yves Cochet                | Verts      | 822          | 15,74        |             |             |
|            | Alain Guéguen              | Écolo      | 468          | 8,96         |             |             |
|            | Pierre Michaux             | FN         | 388          | 7,43         |             |             |
|            | Yves Louapré               | UDF        | 290          | 5,55         |             |             |
|            | Éliane Poirier             | PCF        | 234          | 4,48         |             |             |
|            | Michel Genin               | UDB        | 102          | 1,95         |             |             |
|            | Jean-Claude Rouget         | Reg        | 45           | 0,86         |             |             |
|            |                            |            |              |              |             |             |
| Inscrits   | Inscrits                   | Inscrits   | 8 855        | 100,00       | 8 855       | 100,00      |
| Abstention | Abstention                 | Abstention | 3 453        | 39,00        | 4 561       | 51,51       |
| Votants    | Votants                    | Votants    | 5 402        | 61,00        | 4 294       | 48,49       |
| Exprimés   | Exprimés                   | Exprimés   | 5 222        | 58,97        | 4 012       | 45,31       |

### Canton de Rennes-Nord
Paul Ruaudel DVD, élu depuis 1988 ne se représente pas.
| Candidat   | Candidat           | Étiquette  | Premier tour | Premier tour | Second tour | Second tour |
| Candidat   | Candidat           | Étiquette  | Voix         | %            | Voix        | %           |
| ---------- | ------------------ | ---------- | ------------ | ------------ | ----------- | ----------- |
|            | Stéphane Jambois   | CDS        | 2 295        | 36,39        | 2 588       | 47,23       |
|            | Martial Gabillard  | PS         | 1 823        | 28,91        | 1 831       | 33,42       |
|            | Jean-Louis Merrien | Verts      | 1 407        | 22,31        | 1 060       | 19,35       |
|            | Dominique Chevet   | FN         | 534          | 8,47         |             |             |
|            | Jean-Louis Frostin | PCF        | 247          | 3,92         |             |             |
|            |                    |            |              |              |             |             |
| Inscrits   | Inscrits           | Inscrits   | 10 542       | 100,00       | 10 542      | 100,00      |
| Abstention | Abstention         | Abstention | 3 927        | 37,25        | 4 900       | 46,48       |
| Votants    | Votants            | Votants    | 6 615        | 56,86        | 5 642       | 46,53       |
| Exprimés   | Exprimés           | Exprimés   | 6 306        | 59,82        | 5 479       | 51,97       |

### Canton de Rennes-Sud-Est (7)
| Candidat   | Candidat             | Étiquette  | Premier tour | Premier tour | Second tour | Second tour |
| Candidat   | Candidat             | Étiquette  | Voix         | %            | Voix        | %           |
| ---------- | -------------------- | ---------- | ------------ | ------------ | ----------- | ----------- |
|            | Jean-Pierre Dagorn * | UDF-PR     | 3 913        | 33,56        | 4 112       | 40,65       |
|            | Jules Rubion         | PS         | 3 362        | 28,83        | 3 745       | 37,02       |
|            | Jean-Luc Certain     | Verts      | 2 759        | 23,66        | 2 259       | 22,33       |
|            | Henri Leroy          | FN         | 972          | 8,34         |             |             |
|            | Serge Borgnard       | PCF        | 654          | 5,61         |             |             |
|            |                      |            |              |              |             |             |
| Inscrits   | Inscrits             | Inscrits   | 18 698       | 100,00       | 18 698      | 100,00      |
| Abstention | Abstention           | Abstention | 6 360        | 34,01        | 8 824       | 47,19       |
| Votants    | Votants              | Votants    | 12 338       | 65,99        | 10 522      | 52,81       |
| Exprimés   | Exprimés             | Exprimés   | 11 660       | 62,36        | 10 116      | 54,10       |

*sortant

### Canton de Rennes-le-Blosne
| Candidat   | Candidat              | Étiquette  | Premier tour | Premier tour | Second tour | Second tour |
| Candidat   | Candidat              | Étiquette  | Voix         | %            | Voix        | %           |
| ---------- | --------------------- | ---------- | ------------ | ------------ | ----------- | ----------- |
|            | Jean Normand *        | PS         | 2 424        | 32,97        | 2 458       | 40,57       |
|            | Jean-Claude Persigand | DVD        | 1 852        | 25,19        | 2 143       | 35,37       |
|            | Joël Morfoisse        | Verts      | 1 675        | 22,78        | 1 457       | 24,05       |
|            | Nicolas Toussaint     | FN         | 851          | 11,57        |             |             |
|            | Gaëtane Ploteau       | PCF        | 551          | 7,49         |             |             |
|            |                       |            |              |              |             |             |
| Inscrits   | Inscrits              | Inscrits   | 13 659       | 100,00       | 13 659      | 100,00      |
| Abstention | Abstention            | Abstention | 5 892        | 43,14        | 7 303       | 53,47       |
| Votants    | Votants               | Votants    | 7 767        | 56,86        | 6 356       | 46,53       |
| Exprimés   | Exprimés              | Exprimés   | 7 353        | 53,83        | 6 058       | 44,35       |

*sortant

### Canton de Retiers
André Egu, CDS sortant depuis 1973 ne se représente pas.
| Candidat   | Candidat                    | Étiquette  | Premier tour | Premier tour |
| Candidat   | Candidat                    | Étiquette  | Voix         | %            |
| ---------- | --------------------------- | ---------- | ------------ | ------------ |
|            | Paul David                  | DVD        | 2 983        | 51,65        |
|            | Laurent Beuchée             | UDF (*)    | 1 991        | 34,48        |
|            | Marie-Béatrice Leray-Chapon | App.PS     | 361          | 6,25         |
|            | Yves Vatar                  | FN         | 227          | 3,93         |
|            | Bernard Mescam              | PCF        | 213          | 3,69         |
|            |                             |            |              |              |
| Inscrits   | Inscrits                    | Inscrits   | 8 662        | 100,00       |
| Abstention | Abstention                  | Abstention | 2 523        | 29,13        |
| Votants    | Votants                     | Votants    | 6 139        | 70,87        |
| Exprimés   | Exprimés                    | Exprimés   | 5 775        | 66,67        |

### Canton de Saint-Aubin-d'Aubigné
Jean-Paul Ridard UDF-PR, élu depuis 1979 ne se représente pas.
| Candidat   | Candidat       | Étiquette  | Premier tour | Premier tour | Second tour | Second tour |
| Candidat   | Candidat       | Étiquette  | Voix         | %            | Voix        | %           |
| ---------- | -------------- | ---------- | ------------ | ------------ | ----------- | ----------- |
|            | Louis Genouel  | DVD        | 3 132        | 36,96        | 3 947       | 51,43       |
|            | Maurice Perrin | App.PS     | 2 703        | 31,89        | 3 728       | 48,57       |
|            | Hervé Guérin   | Verts      | 1 063        | 12,54        |             |             |
|            | Guy Beaujean   | FN         | 620          | 7,32         |             |             |
|            | Félix Mauger   | DVG        | 544          | 6,42         |             |             |
|            | Yves Brault    | PCF        | 413          | 4,87         |             |             |
|            |                |            |              |              |             |             |
| Inscrits   | Inscrits       | Inscrits   | 13 061       | 100,00       | 13 061      | 100,00      |
| Abstention | Abstention     | Abstention | 3 971        | 30,40        | 4 892       | 37,46       |
| Votants    | Votants        | Votants    | 9 090        | 69,60        | 8 169       | 62,54       |
| Exprimés   | Exprimés       | Exprimés   | 8 475        | 64,89        | 7 675       | 58,76       |

### Canton de Saint-Brice-en-Coglès
| Candidat   | Candidat             | Étiquette  | Premier tour | Premier tour | Second tour | Second tour |
| Candidat   | Candidat             | Étiquette  | Voix         | %            | Voix        | %           |
| ---------- | -------------------- | ---------- | ------------ | ------------ | ----------- | ----------- |
|            | Jean Malapert*       | UDF-MD     | 2 765        | 46,93        | 3 301       | 59,13       |
|            | Noël Regray          | DVD        | 1 148        | 19,48        | 2 282       | 40,87       |
|            | Jean-François Brault | DVD        | 887          | 15,05        | Retrait     | Retrait     |
|            | Maurice Langlois     | Verts      | 604          | 10,25        |             |             |
|            | Antoine Vion         | PS         | 344          | 5,86         |             |             |
|            | Fleury Vitré         | PCF        | 143          | 2,43         |             |             |
|            |                      |            |              |              |             |             |
| Inscrits   | Inscrits             | Inscrits   | 8 011        | 100,00       | 8 011       | 100,00      |
| Abstention | Abstention           | Abstention | 1 114        | 13,91        | 2 161       | 26,98       |
| Votants    | Votants              | Votants    | 6 897        | 86,09        | 5 850       | 73,02       |
| Exprimés   | Exprimés             | Exprimés   | 5 892        | 73,55        | 5 583       | 69,69       |

*sortant

### Canton de Saint-Malo-Sud
| Candidat   | Candidat              | Étiquette  | Premier tour | Premier tour | Second tour | Second tour |
| Candidat   | Candidat              | Étiquette  | Voix         | %            | Voix        | %           |
| ---------- | --------------------- | ---------- | ------------ | ------------ | ----------- | ----------- |
|            | Marcel Planchet *     | UDF-CDS    | 3 542        | 34,53        | 4 938       | 100,00      |
|            | Gabriel Foligné       | DVD        | 2 179        | 21,24        | Retrait     | Retrait     |
|            | Roger Besnard         | PS         | 1 269        | 12,37        |             |             |
|            | Yannick Le Brelot     | Verts      | 997          | 9,72         |             |             |
|            | Madeleine-Anne Houël  | FN         | 841          | 8,20         |             |             |
|            | Alain Roman           | Diss.PS    | 744          | 7,25         |             |             |
|            | Herri Gourmelen       | UDB        | 381          | 3,71         |             |             |
|            | Jean-Charles Le Sager | PCF        | 305          | 2,97         |             |             |
|            |                       |            |              |              |             |             |
| Inscrits   | Inscrits              | Inscrits   | 16 531       | 100,00       | 16 531      | 100,00      |
| Abstention | Abstention            | Abstention | 5 738        | 34,71        | 9 911       | 59,95       |
| Votants    | Votants               | Votants    | 10 793       | 65,29        | 6 620       | 40,05       |
| Exprimés   | Exprimés              | Exprimés   | 10 258       | 62,05        | 4 938       | 29,87       |

*sortant

### Canton du Sel-de-Bretagne
| Candidat   | Candidat               | Étiquette  | Premier tour | Premier tour | Second tour | Second tour |
| Candidat   | Candidat               | Étiquette  | Voix         | %            | Voix        | %           |
| ---------- | ---------------------- | ---------- | ------------ | ------------ | ----------- | ----------- |
|            | André Hupel*           | App.CDS    | 1 080        | 48,82        | 964         | 100,00      |
|            | Loïc Le Feuvre         | AREV       | 358          | 16,18        | Retrait     | Retrait     |
|            | Calixte Pilard         | Verts      | 351          | 15,87        | Retrait     | Retrait     |
|            | Gérard Huet            | PS         | 254          | 11,48        |             |             |
|            | Jeanne-Mathilde Beynel | FN         | 129          | 5,83         |             |             |
|            | Alain Tirel            | PCF        | 40           | 1,81         |             |             |
|            |                        |            |              |              |             |             |
| Inscrits   | Inscrits               | Inscrits   | 3 194        | 100,00       | 3 194       | 100,00      |
| Abstention | Abstention             | Abstention | 842          | 26,36        | 1 848       | 57,86       |
| Votants    | Votants                | Votants    | 2 352        | 73,64        | 1 346       | 42,14       |
| Exprimés   | Exprimés               | Exprimés   | 2 212        | 69,26        | 964         | 30,18       |

*sortant

### Canton de Vitré-Ouest
| Candidat   | Candidat           | Étiquette  | Premier tour | Premier tour |
| Candidat   | Candidat           | Étiquette  | Voix         | %            |
| ---------- | ------------------ | ---------- | ------------ | ------------ |
|            | Jean Poirier *     | CDS        | 3 932        | 73,19        |
|            | Marcel Lacour      | MRG        | 548          | 10,20        |
|            | Jim Giner          | PS         | 535          | 9,96         |
|            | Dominique Vaugarny | FN         | 279          | 5,19         |
|            | Félix Leturc       | PCF        | 78           | 1,45         |
|            |                    |            |              |              |
| Inscrits   | Inscrits           | Inscrits   | 8 051        | 100,00       |
| Abstention | Abstention         | Abstention | 2 223        | 27,61        |
| Votants    | Votants            | Votants    | 5 828        | 72,39        |
| Exprimés   | Exprimés           | Exprimés   | 5 372        | 66,73        |

*sortant